# Viačeslav Škil
Viačeslav Škil (* 11. Mai 1947 in Vilnius) ist ein litauischer Politiker.

## Leben
1966 absolvierte er als Techniker-Elektriker das Elektromechanik-Technikum Vilnius, 1973 das Diplomstudium der Mechanik in Leningrad, 1979 die Parteihochschule der KPdSU und 1990 das Studium der Volkswirtschaft in Moskau. 1981 promovierte er in Geschichte. Ab 1983 lehrte er als Dozent. Von 1974 bis 1989 arbeitete als Apparatschik bei Lietuvos komunistų partija, von 1990 bis 1994 bei UAB „ODA-LUX“ als Direktor, von 1994 bis 2004 bei „Teisita“. Von 2000 bis 2003 war er Mitglied im Stadtrat Visaginas und von 2004 bis 2008 im Seimas.
Seit 2003 ist er Mitglied der Darbo partija.